# Pipturus argenteus
Pipturus argenteus är en nässelväxtart som först beskrevs av G. Forster, och fick sitt nu gällande namn av Hugh Algernon Weddell. Pipturus argenteus ingår i släktet Pipturus och familjen nässelväxter.

## Underarter
Arten delas in i följande underarter:
- P. a. incanus
- P. a. lanosus
- P. a. tuamotensis

## Bildgalleri

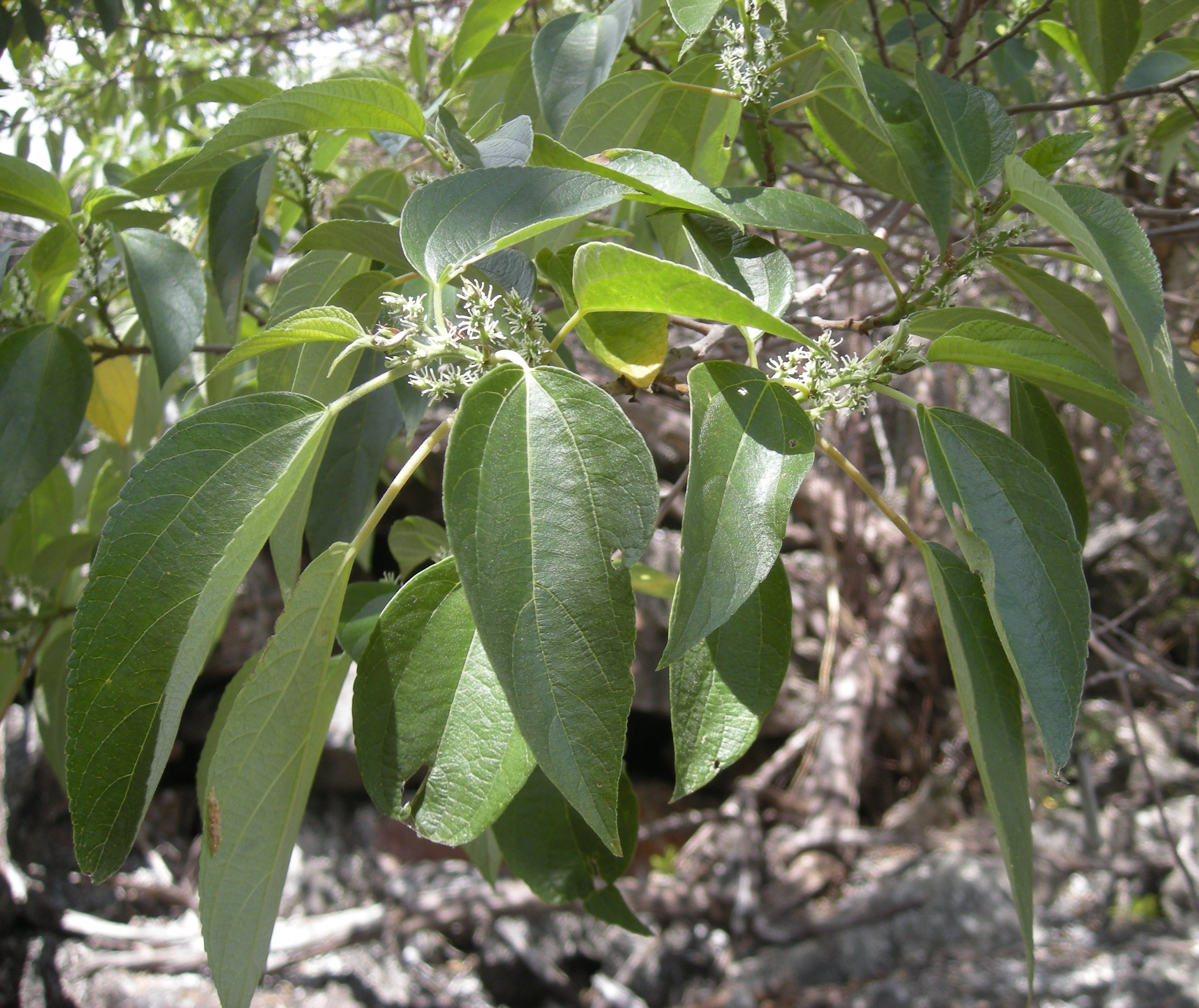
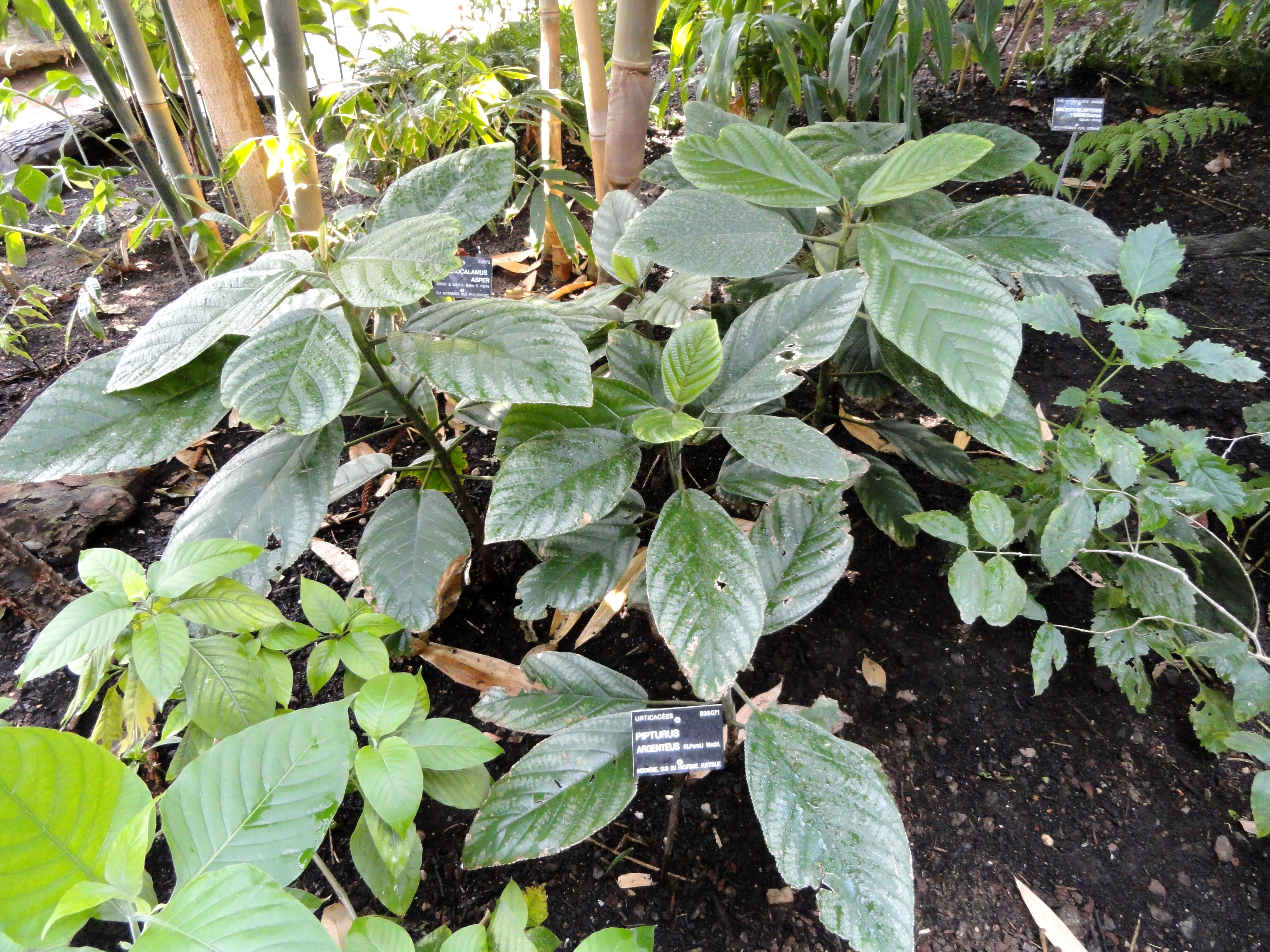
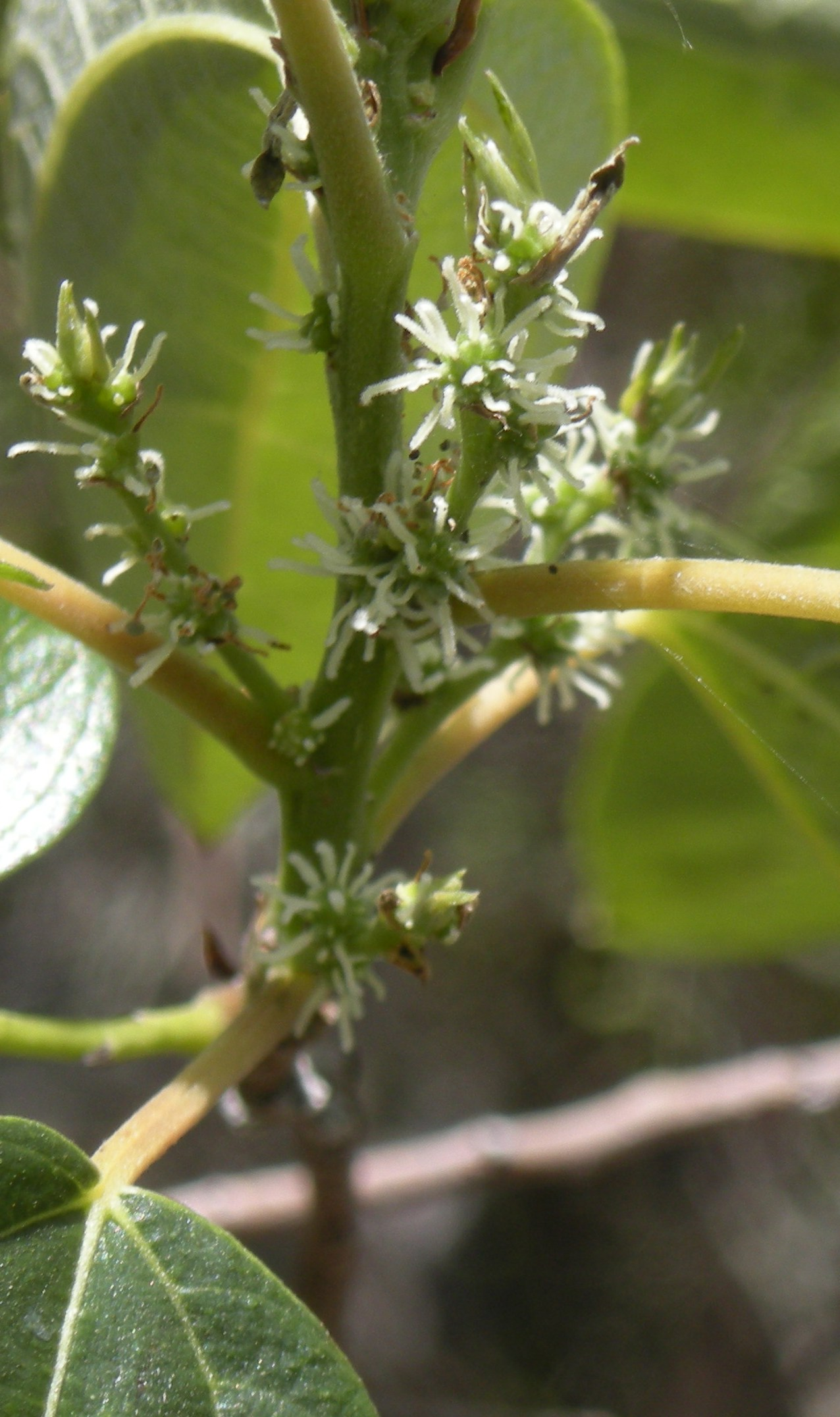
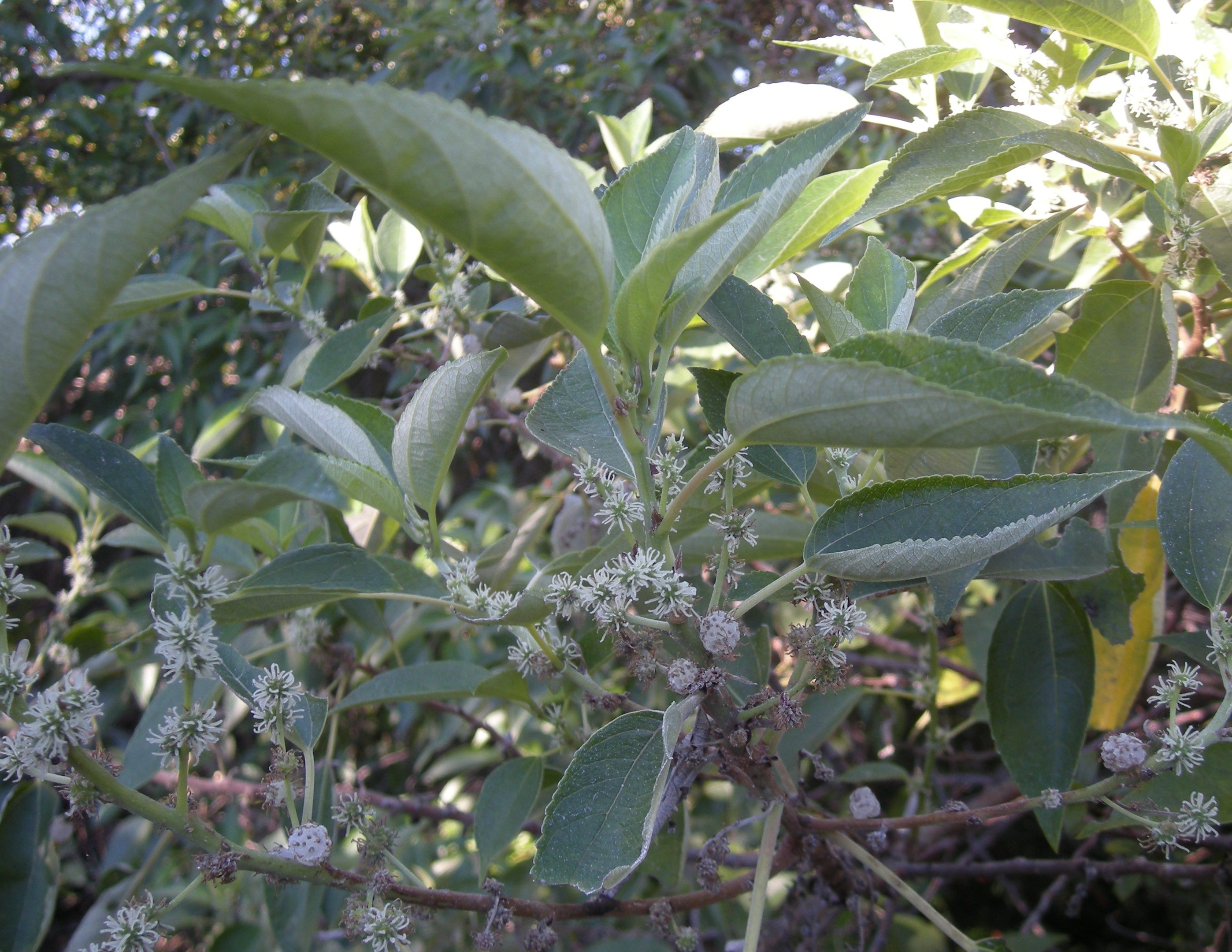
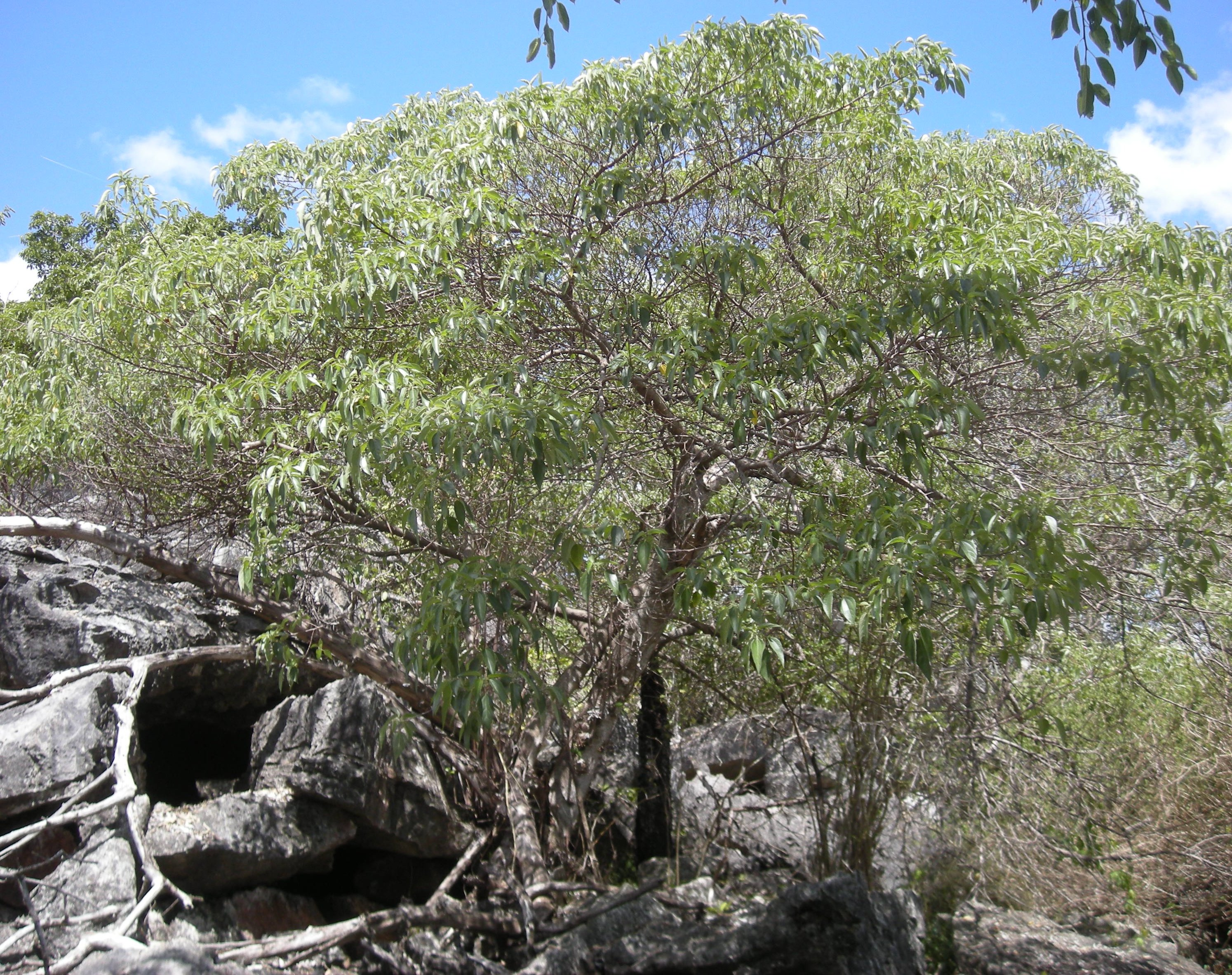